# West Philadelphia
West Philadelphia, in de volksmond bekend als West Philly, is een stadsdeel van de Amerikaanse stad Philadelphia. Het stadsdeel bestrijkt de westelijke oever van de Schuylkill River en wordt in het noorden begrensd door de City Avenue en de Media/Elwyn Line van de SEPTA in het zuiden. In het stadsdeel is de Philadelphia Zoo gevestigd.

## Geschiedenis
Het land van het huidige stadsdeel werd in 1735 aangeschaft door Andrew Hamilton en liet daar zijn huis bouwen. Een eeuw later werd zijn land veranderd in een begraafplaats. Gedurende de 19e en 20e eeuw groeide de bevolking in West Philadelphia. Tussen 1978 en 1985 was het stadsdeel in het nieuws door de aanvaringen tussen de politie en de Afro-Amerikanen.